# سید بایکرافت
سید بایکرافت (انگلیسی: Syd Bycroft; ۱۹ فوریهٔ ۱۹۱۲ – ۴ اکتبر ۲۰۰۴) بازیکن فوتبال اهل بریتانیا بود.
از باشگاه‌هایی که در آن بازی کرده‌است می‌توان به باشگاه فوتبال دونکستر راورز، باشگاه فوتبال هال سیتی، باشگاه فوتبال گرنثم تاون، باشگاه فوتبال نوتس کانتی، و باشگاه فوتبال برادفورد سیتی اشاره کرد.